# Jacques Drèze
Jacques H. Drèze (Verviers, Bélgica, 5 de agosto de 1929-25 de septiembre de 2022) fue un economista belga conocido por sus contribuciones a la teoría económica, la econometría, y a la política económica así como por su liderazgo de la profesión. Drèze fue el primer Presidente de la European Economic Association en 1986, y fue el presidente de la Sociedad Econométrica en 1970.

## Biografía personal
Nacido en Verviers (Bélgica) en 1929, Jacques Drèze hizo una licenciatura en economía en la cercana Universidad de Lieja, y luego un Ph.D. en la Universidad de Columbia, con una tesis sobre "Toma de Decisiones Individuales bajo Incertidumbre Parcialmente Controlable" supervisada por William Vickrey. Después de un primer trabajo académico en la Universidad Carnegie Mellon en Pittsburgh, se unió a la Universidad Católica de Lovaina en 1958, y ha estado allí desde entonces, además de visitas a la Universidad de Northwestern, la Universidad de Chicago y la Universidad de Cornell hasta su retiro de la docencia y la administración en 1989. Desde su retiro nominal permanece activo en investigación.
En 1980 se convirtió en miembro extranjero de la Real Academia Neerlandesa de las Artes y las Ciencias.
Jacques Drèze tiene cinco hijos, incluido el economista y activista contra el hambre Jean Drèze, quien ha colaborado en tres libros con Amartya K. Sen. Su primer hijo, Benoît Drèze es un político belga. Otro hijo, Xavier Drèze, era profesor de marketing en UCLA.

## Contribuciones a la economía
Las contribuciones de Drèze a la economía combinan relevancia política y técnicas matemáticas.
    "De hecho, los modelos básicamente juegan el mismo papel en la economía que en la moda: proporcionan un marco articulado en el que mostrar su material con ventaja ... un papel útil, pero lleno de los peligros en que el diseñador puede dejarse llevar por su inclinación personal hacia el modelo, mientras que los clientes pueden olvidar que el modelo es más racional que la realidad ".

### Economía de la incertidumbre y la seguridad

#### Preferencias según el estado de la naturaleza
Entre los juegos de estrategia y los juegos contra el entorno, existe un terreno intermedio donde las incertidumbres son parcialmente controlables por el responsable de la toma de decisiones: situaciones denominadas "juegos de fuerza y habilidad" por von Neumann y Morgenstern, o "riesgo moral" en trabajos posteriores. Dichos problemas de riesgo moral han sido discutidos por Jacques Drèze en su disertación, que llevó al documento de 1961 (8), cuyo análisis fue generalizado en 1987 y simplificado en 2004. La teoría de Drèze permite preferencias según el estado del entorno. El comportamiento racional se caracteriza nuevamente por la maximización de la utilidad esperada subjetiva, donde la utilidad depende del estado, y la maximización abarca la elección de una probabilidad subjetiva óptima a partir de un conjunto factible subyacente.

#### Disposición para pagar
Con referencia a las preferencias dependientes del estado y el riesgo moral, una aplicación natural del interés de los economistas se refiere a la provisión de seguridad, por ejemplo, a través de inversiones viales destinadas a salvar vidas. En esta área, Jacques Drèze introdujo en 1962 (12) el enfoque de "disposición a pagar", que ahora es ampliamente adoptado. Ese enfoque se basa en las preferencias individuales agregadas según la teoría de los bienes públicos. El enfoque de la disposición a pagar encaja de esta manera en la teoría económica.

#### Ensayos sobre decisiones económicas bajo incertidumbre
El trabajo de Jacques Drèze sobre la economía de la incertidumbre hasta mediados de los años ochenta se recoge en su volumen de Ensayos sobre decisiones económicas en la incertidumbre (B2), publicado en 1987.
El libro está organizado en siete partes, que abarcan sucesivamente la teoría de la decisión, la asignación del mercado, el consumo, la producción, la empresa en mercados incompletos, el trabajo y las decisiones públicas. En el epígrafe de la asignación de mercado viene un artículo importante (21) sobre la interpretación y las propiedades del modelo de equilibrio general iniciado por Kenneth Arrow (1953). La pieza más importante en la siguiente parte es un artículo clásico con Franco Modigliani sobre ahorro y elección de cartera bajo incertidumbre (28). Siguen tres artículos sobre el equilibrio de la industria (17).

### Economía de equilibrio general con rigideces de precios: equilibrios de Drèze
Ver también: Teoría del equilibrio general

#### Rigideces de precios
A principios de los años setenta, motivado por el rol potencial de las rigideces de los precios para mejorar la eficiencia del reparto de riesgos, Jacques Drèze se comprometió a definir equilibrios con rigideces de precios y restricciones cuantitativas y estudiar sus propiedades en un contexto de equilibrio general. Su documento de 1975 (36, distribuido en 1971) introduce el llamado "equilibrio de Drèze" en el que la oferta (o la demanda) se ve limitada solo cuando los precios son hacia abajo (o respectivamente hacia arriba) rígidos, mientras que un producto preseleccionado (por ejemplo, dinero) no está nunca racionado. Ese documento es un clásico ampliamente citado. Fue seguido por varios otros, explorando las propiedades del nuevo concepto. De particular importancia para los desarrollos futuros es un documento conjunto con Pierre Dehez (55), que establece la existencia de equilibrios de Drèze sin rigideces del lado de la demanda. Estos se llaman "equilibrios de oferta limitada". Corresponden a las situaciones macroeconómicas empíricamente relevantes.

#### Econometría y el Programa Europeo de Desempleo
Dos jóvenes economistas franceses, Jean-Pascal Bénassy (1975) e Yves Younès (1975), abordaron el mismo problema desde un ángulo macroeconómico, para el caso más restrictivo de precios fijos. Desarrolló un vivo interés en las economías de precio fijo, y específicamente en un modelo macroeconómico de tres bienes, formulado por primera vez por Robert Barro y Herschel Grossman (1971) y luego estudiado extensamente por Edmond Malinvaud (1977).
Ese modelo invitó a la estimación empírica. Los nuevos desafíos estadísticos planteados por la "econometría de desequilibrio" fueron atacados en CORE por dos estudiantes de Jacques Drèze, a saber, Henri Sneessens (1981) y Jean-Paul Lambert (1988), cuyas disertaciones fueron publicadas y ampliamente leídas. Drèze y Sneessens propusieron y estimaron un modelo de desequilibrio de la economía abierta de Bélgica (71). Este modelo se convirtió en el modelo prototípico estimado por el Programa Europeo de Desempleo, que bajo la guía de Drèze y Richard Layard desarrolló modelos similares para diez países (B4, 93, 94). Los resultados de ese esfuerzo exitoso fueron inspirar recomendaciones de política en Europa durante varios años.

#### Equilibrios de suministro limitado
Los siguientes pasos en la investigación teórica vinieron con el trabajo de John Roberts sobre los equilibrios de oferta limitada a precios competitivos, y luego con la disertación de Jean-Jacques Herings en Tilburg (1987, 1996). En ambos casos, aparecen resultados sobre la existencia de un continuo de equilibrios de Drèze.
Siguiendo el trabajo de Roberts y Herings, Drèze demostró la existencia de equilibrios con una reigidez arbitrariamente severa de la oferta. Luego, en un documento conjunto con Herings y otros, Drèze estableció la existencia genérica de un continuo de equilibrios de oferta restringida con rango de Pareto para una economía estándar con algunos precios fijos.
Una explicación intuitiva de ese sorprendente resultado es la siguiente: si algunos precios son fijos y los restantes son flexibles, el nivel de los últimos precios respecto del primero introduce un grado de libertad que explica la multiplicidad de equilibrios; a nivel mundial, menos rigidez se asocia con un mayor nivel de precios; la multiplicidad de equilibrios forma así una compensación entre inflación y desempleo, comparable a una curva de Phillips. En este análisis, el continuo se interpreta como reflejo de fallos de coordinación, no de dinámicas de precios a corto plazo a la Phillips. El hecho de que las rigideces precio-salario puedan sostener las fallos de coordinación agrega un nuevo giro a las explicaciones del desempleo involuntario. Al mismo tiempo, los equilibrios múltiples crean problemas para la definición de expectativas e introducen una nueva dimensión de incertidumbre.

#### Costos marginales y economías de escala
"Comenzando con un trabajo en Econometrica de Dierker, Guesnerie y Neuefeind (1985), se desarrolló una teoría del equilibrio general para economías con conjuntos de producción no convexos, donde las empresas siguen reglas de precios bien definidas. En particular, existen teoremas de creciente generalidad. Cubren (en cierta medida, debido a varias diferencias en las suposiciones) el caso de los precios de Ramsey-Boiteux Aquellos interesados principalmente en las aplicaciones pueden expresar escepticismo, tal vez incluso escepticismo horrorizado, al darse cuenta de que 90 páginas se dedicaron a la existencia de pruebas de equilibrio en economías no convexas, bajo formulaciones alternativas de la suposición de que la fijación de precios de costes marginales implica pérdidas limitadas a precios normalizados. Sin embargo, creo que la investigación económica debe abarcar el espectro completo desde aplicaciones concretas hasta ese nivel de abstracción ".

#### Finanzas y diversificación de riesgos
Drèze dio una conferencia pública sobre "Capital humano y riesgo". La idea innovadora aquí es la transposición del razonamiento subyacente a la teoría de los "contratos laborales implícitos" para la comprensión de las rigideces salariales y los beneficios de desempleo. Cuando los mercados están incompletos, de modo que los trabajadores no pueden asegurar los riesgos asociados con sus condiciones de empleo futuras, la compensación competitiva de los mercados laborales spot no es la mejor eficiencia: las rigideces salariales y los beneficios del desempleo ofrecen posibilidades de mejora.
La conferencia desarrolla este tema de manera informal. La conclusión, establecida con referencia específica a los mercados laborales, tiene una validez más general. Se aplica a cualquier situación donde la incertidumbre no asegurable sobre los precios futuros resulta en costos de bienestar. Aunque las rigideces de los precios implican una pérdida de eficiencia productiva, esto puede ser más que compensado por una ganancia de eficiencia en la distribución del riesgo. Lo que puede ser específico del mercado laboral es la posibilidad realista de controlar los salarios (mínimos) y organizar la compensación por desempleo. El análisis implica que la afirmación de que la flexibilidad salarial es eficiente requiere observaciones.
Para las "rigideces precio-salario", la presencia de rigideces recibe una explicación en la Sección Siete de la conferencia de Drèze: En mercados incompletos, las rigideces salariales contribuyen a la eficiencia de la distribución de riesgos. El tema de la conferencia de 1979 se recoge en varios documentos, explorando la definición y la implementación de rigideces salariales.
Desde entonces, Jacques Drèze ha examinado las formas de conciliar la flexibilidad de los costos laborales de las empresas con la eficiencia del reparto del riesgo de los ingresos laborales, si es necesario a través de subsidios salariales.

### Política económica
Ver también: Desempleo
Tras la aparición del desempleo europeo masivo en la década de los 70, Jacques Drèze trabajó con Franco Modigliani en políticas macroeconómicas. Resultó un documento, que contiene algunas innovaciones metodológicas (una formulación temprana del "modelo salarial sindical" y la síntesis bayesiana de estimaciones clásicas de varios modelos). También contiene una discusión innovadora sobre el trabajo compartido, un tema al que Drèze regresó.
En la década de los 80 y principios de la década de los 90, Drèze escribió sobre la política económica, haciendo campaña para políticas bilaterales de estimulación de la demanda y reestructuración de la oferta. Con Edmond Malinvaud, Drèze organizó un grupo de trece economistas belgas y franceses que escribieron "Crecimiento y empleo: el alcance de una iniciativa europea": este documento abogó por un ambicioso programa de inversiones públicas junto con la eliminación de las contribuciones a la seguridad social de los empleados con los salarios mínimos. Ese documento ha influido en los programas de contribuciones reducidas sobre salarios bajos introducidas recientemente en varios países, especialmente en Francia y Bélgica.
La lógica de estas políticas a dos manos se destaca más a la luz del trabajo sobre fallos de coordinación. Estos fallos se remedian naturalmente a través de la estimulación de la demanda. Pero los fracasos tienden a ser recurrentes, de modo que el gasto deficitario podría conducir al crecimiento continuo de la deuda pública. En consecuencia, la estimulación de la demanda debería tomar la forma de inversiones socialmente rentables, con rendimientos que cubran el servicio de la deuda. Sustituyendo las inversiones rentables y las contribuciones variables a la seguridad social por el gasto deficitario y la rigidez de los salarios directos, las políticas propuestas a dos manos difieren del keynesianismo ortodoxo o de las políticas neokeynesianas.

### Economía pública
Ver también: Economía pública, y Joseph Stiglitz
    "Estoy impresionado por la profundidad y amplitud de conocimiento que un economista público serio sueña con dominar. El espectro metodológico incluye en un extremo aspectos prácticos e institucionales de los precios de servicios públicos, impuestos o provisión de atención médica, que le dan al campo su contenido sustantivo. Los problemas reales que se encuentran en estas y muchas otras áreas ofrecen margen para el análisis matemático de equilibrio general de las políticas de segundo mejor. En el otro extremo del espectro está el modelado abstracto de economías con tecnologías no convexas o incertidumbre y mercados incompletos. Espectro, debidamente ilustrado aquí, no me siento desesperado ni resignado a una especialización limitada, pero probablemente demasiado extendida ".

### Econometría bayesiana de ecuaciones simultáneas
Un importante subproducto de la teoría de las decisiones racionales bajo incertidumbre ha sido el surgimiento del enfoque Bayesiano de las estadísticas, que considera que los problemas de decisión estadística no son diferentes de otros problemas de decisión, y los problemas de inferencia estadística se refieren a la revisión de los aspectos subjetivos de probabilidades sobre la base de observaciones.
El análisis bayesiano de modelos econométricos estructurales plantea dificultades específicas, vinculadas al llamado "problema de identificación", ilustrado fácilmente por un mercado único: observamos los precios y las cantidades en la intersección de la oferta y la demanda, mientras que deseamos estimar las curvas de la oferta y la demanda. El desarrollo de métodos Bayesianos adecuados para este problema siguió a la circulación en 1962 de un Documento de Discusión de Jacques Drèze, completamente desarrollado en varios artículos posteriores (34, 39, 41).

## Liderazgo
Jacques Drèze participó en la creación de varias instituciones que han fortalecido la investigación económica en Europa, en particular el Centro de Investigación Operativa y Econometría (CORE), el Programa de Doctorado Europeo en Economía Cuantitativa (EDP) y la Asociación Económica Europea (EEE).

### CORE
CORE se creó en 1966 y rápidamente se convirtió en un importante centro de investigación de importancia internacional. Jacques Drèze fue el instigador, el organizador, el primer director y un antiguo presidente de CORE. Sus conexiones exteriores fueron fundamentales para reunir apoyo externo y atraer a miembros o visitantes extranjeros.
Según lo expresado por Robert Aumann, CORE es "un caldo de cultivo único; un lugar donde la fertilización cruzada conduce a la concepción de nuevas ideas, como en un útero: un ambiente cálido y de apoyo en el que estas ideas pueden crecer y madurar ". El resultado de la investigación en CORE desde 1966 es hasta la fecha son unos 110 libros, 125 disertaciones de doctorado, 1700 artículos publicados. Los documentos de discusión ahora promedian 85 por año.
Además, CORE ha servido como modelo, emulado en otros países europeos, a menudo a manos de antiguos miembros o visitantes de CORE: Bonn, para GREQAM en Marsella, CentER en Tilburg o Delta en París.

### Estudios de doctorado y el Programa de Doctorado Europeo en Economía Cuantitativa
También en CORE, y nuevamente por iniciativa de Jacques Drèze, EDP se concibió en 1975. Dos ideas se unieron:
- Una institución no debería organizar su propio programa de doctorado si no puede funcionar tan bien como las instituciones líderes en otros lugares.
- ¡La educación para la investigación se mejora mucho si los estudiantes asisten a por lo menos dos instituciones, y así se les hace escuchar opiniones enfrentadas y formar las suyas propias!Estas ideas se realizaron bajo EDP, donde varias universidades organizan un programa de doctorado conjunto, con todos los estudiantes asistiendo al menos a dos instituciones y teniendo acceso a los supervisores de ambas. Unos 120 estudiantes se han graduado bajo este programa, que nuevamente ha sido emulado por otros en Europa.

### Asociación Económica Europea
En 1985, EEA fue concebida por Jean Gabszewicz y Jacques Thisse, ambos de CORE. El primer secretario fue Louis Phlips de CORE y Jacques Drèze fue el primer presidente. Hoy, la EEA patrocina el Journal of the European Economic Association (JEEA), celebra reuniones anuales y organiza escuelas de verano para jóvenes investigadores.

## Libros de Jacques Drèze
Las citas y comentarios enumerados se basan en el curriculum vitae de Jacques Drèze (2009-03-06):
    1. Asignación bajo incertidumbre: Equilibrium and Optimality (Ed.), Macmillan, Londres, 1974.
    2. Ensayos sobre decisiones económicas bajo incertidumbre, Cambridge University Press, Cambridge, 1987.
        Veinte documentos reimpresos, organizados bajo siete epígrafes: teoría de decisiones individuales, mercados y precios, decisiones de los consumidores, decisiones de los productores, teoría de la empresa, capital humano y contratos laborales, decisiones públicas.
    3. Gestión del trabajo, contratos y mercados de capitales, un enfoque general de equilibrio, Oxford, 1989.
        Una versión ampliada de las Yrjö Jahnsson Lectures de 1983, que trata de la teoría pura de las economías manejadas por el trabajo y luego del mercado de valores; economía bursátil con contratos laborales; administración laboral versus contratos laborales en mercados de capital incompletos; y algunos aspectos macroeconómicos.
    4. El problema del desempleo en Europa (Ed.), MIT Press, Cambridge (Mass.), 1990. (Con C. Bean, J.P. Lambert, F. Mehta y H. Sneessens, Eds)
        Artículos preparados bajo el Programa Europeo de Desempleo, una iniciativa de investigación de 10 países supervisada por Richard Layard y Drèze en 1986-88. Los documentos de los países adoptaron un marco econométrico común inspirado en el trabajo sobre Bélgica realizado por Drèze y Henri Sneesens. Incluye una síntesis de 65 páginas de Charles Bean y Drèze.
    5. Equilibrios del subempleo: Ensayos en teoría, econometría y política, Cambridge University Press, Cambridge, 1991.
        Dieciocho documentos reimpresos, organizados bajo 8 encabezados: visión general, equilibrios con rigideces de precios, eficiencia de equilibrios restringidos, bienes públicos y sector público, ajustes de precios, políticas salariales, econometría y política.
    6. Dinero e incertidumbre: inflación, interés, indexación, Edizioni Dell 'Elefante, Roma, 1992.
        Una versión extendida de la Conferencia Paolo Baffi de 1992 en la Banca d'Italia, que trata sucesivamente de una teoría de la inflación positiva, con políticas de tasas de interés y con indexación salarial.
    7. Pour l'emploi, la croissance et l'Europe, De Boeck Université, 1995.
        Diez documentos (algunos escritos inicialmente en francés, otros traducidos del inglés) que tratan sucesivamente el crecimiento y el empleo, el progreso técnico y el empleo poco calificado, las políticas macroeconómicas europeas, el intercambio de trabajo, la capital europea y el estatus de las regiones dentro de una Europa de naciones. La mayoría de los trabajos se basan en conferencias dirigidas a audiencias no especializadas.

## Artículos seleccionados de Jacques Drèze
Las citas y comentarios provienen del curriculum vitae de Jacques Drèze (2009-03-06):
- 7. "Quelques réflexions sereines sur l''adaptation de l'industrie belge au Marché Commun", Comptes Rendus de la Société d'Economie Politique de Bélgica, Bruxelles, 275, 3-37, 1960; traducido como "El Estándar de Bienes Hipótesis" en El Mercado Interior Europeo: el Comercio y la Competencia, Eds. A. Jacquemin y A. Sapir, 13-32, Oxford University Press, Oxford,1989.
  - La diferenciación de los productos y las economías de escala como una nueva fuente de ventaja comparativa---un pilar de la extensa teoría de la "intra-industria y el comercio", y de algunos de los desarrollos más recientes, siguiendo el artículo de Krugman en el AER de 1970.
- 8. "Les fondements logiques de l''utilité cardinale et de la probabilité subjetivo", en La Decisión, Colloques Internationaux du CNRS, París, 73-97, 1961.
  - Extensión de la teoría de la decisión individual de riesgo moral y dependiente del estado, preferencias, basado en la inédita Tel. D. Tesis, revisado y, de manera más sistemática presentada en [76].
- 12. "L'utilité sociale d'une vie humaine", Revue Francaise de Investigación Operativa, de 23 años, 93-118, 1962.
  - Introduce la "disposición a pagar" enfoque a la demanda de seguridad.
- 13. "Algunas Contribuciones de los Economistas a la Teoría y la Política Pública", American Economic Review, 54, 2, 1-64, 1964.
  - Una extensa revisión (con extensiones) de la obra de la escuela francesa marginalista  (Allais, Boiteux, Massé,. . . ), con secciones adicionales en la asignación intertemporal (Allais, Malinvaud,. . . ) y de planificación.
- 21. "Reparto de mercado en un contexto de Incertidumbre", European Economic Review, 2, 2, 133-165, 1971.
  - La interpretación de Arrow-Debreu de los contingentes a los mercados modelo. Una declaración temprana y la demostración de la martingala de la propiedad de los precios de los contingentes reclamaciones.
- 23. "Un Proceso de Tanteo para Bienes Públicos", Review of Economic Studies, 38, 2, 133-150, 1971. (Con D. de la Vallèe Poussin.)
  - Introduce la conocida MDP en el proceso de bienes públicos, demuestra la convergencia y proporciona un análisis de compatibilidad de los incentivos.
- 25. "Las Tasas de descuento de las Inversiones Públicas en las Economías", Economica, 38, 152, 395-412, 1971; reimpreso en el Análisis de Costo-Beneficio, A. C. Harberger y G. P. Jenkins Eds, Edward, de 2002, y en el Descuento y Política Ambiental, J. Scheraga, Ed., Ashgate, 2002. (Con A. Sandmo.)
  - Segundo mejor análisis de la elección de una tasa de descuento de la inversión pública (anteriormente limitada a un análisis parcial). La tasa de descuento social debe ser un promedio ponderado de las tasas de rendimiento de las inversiones específicas, con pesos que reflejan una parte marginal.
- 26. "Los núcleos y los Precios en una Economía de Intercambio con un Sector Atomizado", Econometrica 40, 6, 1090-1108, 1972. (Con J. Jaskold Gabszewicz, D. Schmeidler y K. Vind.)
  - Para una economía de intercambio con un sector atomizado. El documento ofrece alternativas de condiciones suficientes para que un núcleo de asignación sin tener una restricción competitiva en el sector.
- 27. "Econometría y Teoría de la Decisión", Econometrica, 40, 1, 1-17, 1972.
  - Discurso presidencial de la Sociedad Econométrica; resume su trabajo en la Econometría Bayesiana  y expone la complementariedad entre la teoría económica, la teoría de la decisión, la econometría y la programación matemática.
- 28. "Las decisiones de consumo en condiciones de Incertidumbre", Revista de Teoría Económica, 5, 3, 308-335, 1972. (Con F. Modigliani.)
- 33. "La inversión en virtud de la Propiedad Privada: la Optimalidad, el Equilibrio y la Estabilidad" en la Asignación de bajo Incertidumbre: el Equilibrio y la Optimalidad, Macmillan, cap. 9, 1974.
- 34. "Teoría Bayesiana de la Identificación en Modelos de Ecuaciones Simultáneas" en Estudios en Bayesiano de la Econometría y la Estadística, Eds. S.E. Fienberg y A. Zellner, North-Holland, 1974.
- 36. "La existencia de un Intercambio de Equilibrio bajo la rigidez de los Precios", International Economic Review, 16, 2, 301-320, 1975.
  - Introduce un concepto del equilibrio de las economías de mercado, que opera bajo la rigidez de los precios (el llamado equilibrio de Drèze), y ahora un método ampliamente utilizado para probar la existencia. Cubre tanto las rigideces nominales definidas por un límite superior y/o inferior en los precios individuales.
- 38. "La fijación de precios, el Gasto y Reglas de Juego para las Organizaciones No lucrativas" en Público y Economía Urbana, Ensayos en Honor de William S. Vickrey, Ed. R. E. Grieson, Lexington Books, 59-89, 1976. (Con M. Marchand.)
- 39. "Análisis Bayesiano Limitado del Modelo de la Información de las Ecuaciones Simultáneas", Econometrica 44, 5, 1045-1075, 1976.
- 40. "La Teoría de la Gestión del Trabajo y la Participación", Econometrica, 44, 6, 1125-1139, 1976.
- 41.  "Análisis Bayesiano Completo del Modelo de la Información de las Ecuaciones Simultáneas", Revista de la Asociación Americana de Estadística 71, 345, 919-923, 1976. (Con J. A. Morales.)

## Otros ensayos

### Visiones y proyectos
- "From uncertainty to macroeconomics and back: an interview with Jacques Drèze", Pierre Dehez and Omar Licandro. Macroeconomic Dynamics, 9, 2005, 429–461.
- Jacques H. Drèze. 1972. “Econometrics and decision theory [Presidential address to the Econometric Society]” Econometrica, 40(1): 1-18. [J. H. Drèze 1987. Essays on Economic Decisions Under Uncertainty. Cambridge UP]:
- Jacques H. Drèze. 1987. “Underemployment Equilibria: From Theory to Econometrics and Policy” [First Congress of the European Economic Association, Presidential Address] European Economic Review, 31: 9—34. In Drèze 1993
- Gérard Debreu. 1991. "Address in honor of Jacques Drèze". Pages 3–6 in W. A. Barnett, B. Cornet, C. D'Aspremont, J. Gabszewicz, A. Mas-Colell, eds. Equilibrium Theory and Applications. Cambridge U. P.

### La teoría de la empresa, especialmente de la mano de obra en la empresa
- Jacques H. Drèze (1989). Labour Management, Contracts, and Capital Markets: A General Equilibrium Approach. B. Blackwell. ISBN 978-0-631-13784-9.
- Dreze, Jacques H. (1976). «Some Theory of Labor Management and Participation». Econometrica 44 (6): 1125-1139. ISSN 0012-9682. doi:10.2307/1914250.
- Dreze, Jacques H. (1985). «(Uncertainty and) The Firm in General Equilibrium Theory». The Economic Journal 95 (Supplement: Conference Papers (1985)): 1-20. Archivado desde el original el 6 de octubre de 2017. Consultado el 26 de octubre de 2017.

### Desempleo
- Jacques H. Drèze, Charles R. Bean, JP Lambert. 1990. Europe's Unemployment Problem. MIT Press. This book has chapter-versions of the following refereed articles:
  - Henri R. Sneessens and Jacques H. Drèze. 1986. “A Discussion of Belgian unemployment, combining traditional concepts and disequilibrium econometrics.” Economica 53: S89—S119. [Supplement: Charles Bean, Richard Layard, and Stephen Nickell, eds. 1986. The Rise in Unemployment. Blackwell]
  - Jacques H. Drèze and Charles Bean. 1990. “European unemployment: Lessons from a multicountry econometric study.” Scandinavian Journal of Economics Vol 92, No. 2: 135—165 [Bertil Holmlund and Garl-Gustaf Löfgren, eds. Unemployment and Wage Determination in Europe. Blackwell. 3—33. In Dréze 1993.]
- Jacques H. Drèze. 1993. Underemployment Equilibria: Essays in Theory, Econometrics, and Policy. Cambridge UP. This collection contains the following essay:
  - Jacques H. Drèze; Torsten Persson; Marcus Miller. "Work-Sharing: Some Theory and Recent European Experience". Economic Policy, Vol. 1, No. 3 (Oct., 1986), pp. 561–619.

### Política económica, especialmente para Europa
- Drèze, Jacques H.; Malinvaud, Edmond. 1994. 'Growth and employment: The scope for a European initiative', European Economic Review 38, 3—4: 489—504.
- Drèze, Jacques, E. Malinvaud, P. De Grauwe, L. Gevers, A. Italianer, O. Lefebvre, M. Marchand, H. Sneesens, A. Steinherr, Paul Champsaur, J.-M. Charpin, J.-P. Fitoussi & G. Laroque (1994) “Growth and employment: the scope for a European initiative”. European Economy, Reports and Studies 1, 75–106.
- Drèze, Jacques H.; Henri Sneessens (1996). 'Technical development, competition from low-wage economies and low-skilled unemployment', Swedish Economic Policy Review. 185–214.
- Jacques H. Drèze. 2000. “Economic and social security in the twenty-first century, with attention to Europe”. Scandinavian Journal of Economics 102, 327–348.

### Economías regionales
- Jacques Drèze; Paul De Grauwe; Jeremy Edwards. "Regions of Europe: A Feasible Status, to Be Discussed". Economic Policy, Vol. 8, No. 17 (Oct., 1993), pp. 265–307
- Abraham Charnes; Jacques Drèze; Merton Miller. "Decision and Horizon Rules for Stochastic Planning Problems: A Linear Example". Econometrica, Vol. 34, No. 2. (Apr., 1966), pp. 307–330.

### Análisis bayesianos
- JHD. "Bayesian Limited Information Analysis of the Simultaneous Equations Model". Econometrica, Vol. 44, No. 5 (Sep., 1976), pp. 1045–1075.
- JHD and Juan-Antonio Morales. "Bayesian Full Information Analysis of Simultaneous Equations". Journal of the American Statistical Association. Vol. 71, No. 356 (Dec., 1976), pp. 919–923.
- JHD and Jean-François Richard. 1983. "Bayesian Analysis of Simultaneous Equation Systems". Chapter 9, pages 517-598, in Handbook of Econometrics, Volume I, edited by Zvi Griliches and Michael D. Intriligator. (Book 2 of Handbooks in Economics, edited by Kenneth J. Arrow and Michael D. Intriligator) North-Holland.